# Herman's Hermits

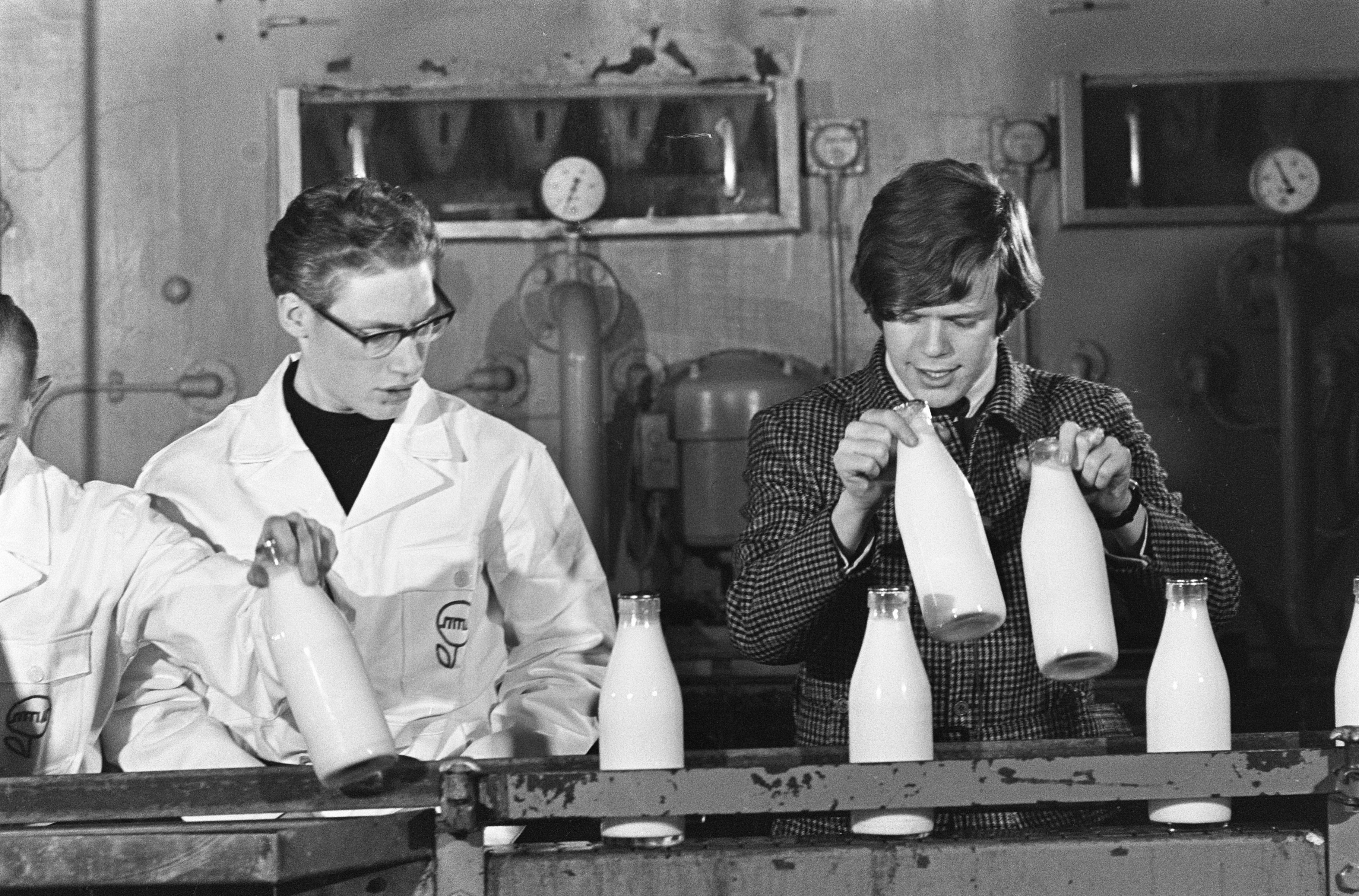
Herman (Peter Noone) in een Nederlandse zuivelfabriek, bij de uitreiking van een gouden plaat voor No Milk Today (1966)

Herman's Hermits is een Britse popgroep, opgericht in 1963 in Manchester. Oorspronkelijk heette de groep Herman & The Hermits. De groep speelde simpele maar aanstekelijke muziek, waarmee veel succes werd geoogst. Een van de bekendste nummers van de groep was No Milk Today, dat werd geschreven door Graham Gouldman van 10cc.

## Geschiedenis
Herman's Hermits bereikten in 1964 de top van de Engelse hitparade met I'm into Something Good. In de VS deden ze dat zelfs tweemaal: in 1965 met Mrs. Brown, You've Got a Lovely Daughter en in hetzelfde jaar nogmaals met I'm Henry the VIII I am.
In Nederland haalden zeven platen van Herman's Hermits de Veronica Top 40. Daarvan haalden er twee de Top-10: No Milk Today (hoogste notering nr. 1) en Dandy, dat trouwens geschreven was door Ray Davies van The Kinks en ook door The Kinks op de plaat is gezet (hoogste notering nr. 3).
In hun glorietijd was de samenstelling van de groep:
- Herman (echte naam: Peter Noone), zang
- Derek Leckenby, gitaar
- Keith Hopwood, gitaar
- Karl Green, basgitaar
- Barry Whitwam, drums

De manager van de groep was Mickie Most.
In 1971 viel de groep uit elkaar. Een deel van de groep ging nog een paar jaar door en noemde zich soms 'The Hermits' en dan weer 'Herman's Hermits'. De band van de drummer Barry Whitwam bestaat nog steeds en noemt zich nu 'Herman's Hermits starring Barry Whitwam'. Ook Peter Noone treedt nog steeds op, meestal als solozanger, maar soms in een groep. Die groep heet dan Herman's Hermits.
In een notendop zegt het gemak waarmee iedereen de melodieën van Herman's Hermits oppikt, heel veel over de groep. Desondanks voerden zij een eeuwige strijd om door muziekkenners serieus te worden genomen. Achteraf gezien was hun muziek misschien wel dé commerciële muziek van de zo hippe jaren zestig.
Herman's Hermits trad ook op in een drietal films van Metro-Goldwyn-Mayer: When the Boys Meet the Girls (1965), Hold On! (1966) en Mrs. Brown, You've Got a Lovely Daughter (1968). Ook zijn te zien in de popdocumentaire Pop Gear uit 1965. Ze spelen (of beter: playbacken) daar I'm into Something Good.

## Discografie

### Singles
- augustus 1964: I'm into Something Good/Your Hand in Mine (Engeland, VS)
- november 1964: Show Me Girl/I Know Why (Engeland)
- januari 1965: Can't You Hear My Heartbeat/I Know Why (VS)
- februari 1965: Silhouettes/Can't You Hear My Heartbeat (Engeland; in de VS met B-side: Walkin' with My Angel)
- maart 1965: Mrs. Brown, You've Got a Lovely Daughter/I Gotta Dream on (VS)
- april 1965: Wonderful World/I Gotta Dream on (Engeland; in de VS met B-side: Traveling Light)
- juni 1965: I'm Henry the VIII I am/The End of The World (VS)
- augustus 1965: Just a Little Bit Better/Take Love, Give Love (Engeland; in de VS met B-side: Sea Cruise)
- december 1965: A Must to Avoid/The Man with the Cigar (Engeland, VS)
- februari 1966: Listen People/Got a Feeling (VS)
- april 1966: Leaning on the Lamp Post/Hold On! (VS)
- april 1966: You Won't Be Leaving/Listen People (Engeland)
- juni 1966: This Door Swings Both Ways/For Love (Engeland, VS)
- september 1966: Dandy/My Reservation's Been Confirmed (VS)
- oktober 1966: No Milk Today/My Reservation's Been Confirmed (Engeland)
- december 1966: East West/What Is Wrong, What Is Right (Engeland, VS)
- februari 1967: There's a Kind of Hush/Gaslight Street (Engeland; in de VS met B-side: No Milk Today)
- mei 1967: Don't Go out into the Rain (You're Going to Melt)/Moonshine Man (VS)
- september 1967: Museum/Moonshine Man (Engeland; in de VS met B-side: Last Bus Home)
- januari 1968: I Can Take or Leave Your Loving/Marcel's (Engeland, VS)
- maart 1968: Sleepy Joe/Just One Girl (Engeland, VS)
- juli 1968: Sunshine Girl/Nobody Needs to Know (Engeland, VS)
- oktober 1968: The Most Beautiful Thing in My Life/Ooh, She's Done It Again (VS)
- december 1968: Something's Happening/The Most Beautiful Things in My Life (Engeland; in de VS met B-side: Little Miss Sorrow, Child of Tomorrow)
- april 1969: My Sentimental Friend/My Lady (Engeland, VS)
- november 1969: Here Comes the Star/It's Alright Now (Engeland, VS)
- februari 1970: Years May Come, Years May Go/Smile Please (Engeland)
- mei 1970: Bet Yer Life I Do/Searching for the Southern Sun (Engeland)
- november 1970: Lady Barbara/Don't Just Stand There (Engeland)

### Ep's
- januari 1965: Hermania (Sea Cruise/Mother-in-Law/I Understand/Thinkin' of You)
- juli 1965: Mrs. Brown, You've Got a Lovely Daughter (Mrs. Brown, You've Got a Lovely Daughter/I Know Why/Show Me Girl/Your Hand in Mine)
- september 1965: Herman's Hermits Hits (Silhouttes/Wonderful World/Can't You Hear My Heartbeat/I'm into Something Good)
- februari 1966: A Must to Avoid (A Must to Avoid/I'm Henry the VIII I am/Just a Little Bit Better/Walkin' with My Angel)
- juni 1966: Hold On! (Where Were You When I Needed You/Hold On/George & the Dragon/All the Things I Do for You Baby/Wild Love/A Must to Avoid)
- april 1967: Dandy (Dandy/Dream On/No Milk Today/For Love)
- 1968 (promotieplaat voor het cosmeticabedrijf Yardley): The London Look (No Milk Today/There's a Kind of Hush/Mrs. Brown, You've Got a Lovely Daughter/London Look)

### Lp's
- februari 1965: Introducing Herman's Hermits (VS)
- juni 1965: Herman's Hermits (Engeland)
- juni 1965: Herman's Hermits on Tour (VS)
- november 1965: The Best of Herman's Hermits (VS)
- februari 1966 (VS), mei 1966 (Engeland): When the Boys Meet the Girls (Engeland, VS)
- maart 1966: Hold On! (VS)
- augustus 1966 (VS), oktober 1966 (Engeland): Both Sides of Herman's Hermits (Engeland, VS)
- december 1966: The Best of Herman's Hermits Vol. 2 (VS)
- maart 1967 (VS), mei 1967 (Engeland): There's a Kind of Hush All Over the World (Engeland, VS)
- oktober 1967: Blaze (VS)
- januari 1968: The Best of Herman's Hermits, Vol. 3 (VS)
- augustus 1968 (Engeland), september 1968 (VS): Mrs. Brown, You've Got a Lovely Daughter (Engeland, VS)
- april 1969: The Best of Herman's Hermits (Engeland)

## Hitnoteringen

### Singles
| Single met eventuele hitnotering(en) in de Nederlandse Top 40 | Datum van verschijnen | Datum van binnenkomst | Hoogste positie | Aantal weken | Opmerkingen                  |
| ------------------------------------------------------------- | --------------------- | --------------------- | --------------- | ------------ | ---------------------------- |
| Mrs. Brown you've got a lovely daughter                       | 1965                  | 19-06-1965            | 24              | 5            |                              |
| I'm Henry the VIII I am                                       | 1965                  | 28-08-1965            | 27              | 3            |                              |
| Dandy                                                         | 1966                  | 08-10-1966            | 3               | 15           | met Clinton Ford & The Kinks |
| No milk today                                                 | 1966                  | 29-10-1966            | 1(5wk)          | 16           | Nr. 1 in de Single Top 100   |
| East west                                                     | 1966                  | 17-12-1966            | 14              | 7            | Nr. 17 in de Single Top 100  |
| There's a kind of hush                                        | 1967                  | 25-02-1967            | 15              | 10           | Nr. 14 in de Single Top 100  |
| Museum                                                        | 1967                  | 15-07-1967            | tip             | 2            |                              |
| I can take or leave your loving                               | 1968                  | 13-01-1968            | tip             | 6            |                              |
| Sleepy Joe                                                    | 1968                  | 25-05-1968            | tip             | 2            |                              |
| Something's happening                                         | 1969                  | 18-01-1969            | 37              | 4            |                              |
| My sentimental friend                                         | 1969                  | 24-05-1969            | tip             | 2            |                              |
| Bet yer life I do                                             | 1970                  | 13-06-1970            | tip             | 3            |                              |

| Single met hitnotering(en) in de Vlaamse Ultratop 50 | Datum van verschijnen | Datum van binnenkomst | Hoogste positie | Aantal weken | Opmerkingen |
| ---------------------------------------------------- | --------------------- | --------------------- | --------------- | ------------ | ----------- |
| No milk today                                        | 1966                  | 03-12-1966            | 2               | 14           |             |
| Something's happening                                | 1969                  | 15-02-1969            | 16              | 3            |             |

### NPO Radio 2 Top 2000
| Nummers met noteringen in de NPO Radio 2 Top 2000 | '99  | '00  | '01  | '02 | '03 | '04 | '05 | '06 | '07  | '08 | '09  | '10  | '11  | '12  | '13  |
| ------------------------------------------------- | ---- | ---- | ---- | --- | --- | --- | --- | --- | ---- | --- | ---- | ---- | ---- | ---- | ---- |
| A must to avoid                                   | -    | 1977 | -    | -   | -   | -   | -   | -   | -    | -   | -    | -    | -    | -    | -    |
| I'm Henery the Eighth, I Am                       | -    | 1775 | -    | -   | -   | -   | -   | -   | -    | -   | -    | -    | -    | -    | -    |
| No Milk Today                                     | 1353 | 1040 | 1020 | 918 | 735 | 733 | 846 | 862 | 1257 | 879 | 1089 | 1156 | 1360 | 1677 | 1505 |
| There's a kind of hush                            | 1785 | 1950 | -    | -   | -   | -   | -   | -   | -    | -   | -    | -    | -    | -    | -    |

1. ↑  Een '-' betekent dat het nummer niet was genoteerd en een vetgedrukt getal geeft de hoogste notering van een nummer aan.
2. ↑  Deze tabel is bijgewerkt tot en met de laatste editie (2024).